# Герб Белфаста
Герб Белфаста, нині столиці Північної Ірландії, був офіційно наданий 30 червня 1890 року хоча він використовувався від 1643 року.

## Опис герба
Герб міста описується як "Party per fesse argent and azure, in chief a pile vair and on a canton gules a bell argent, in base a ship with sails set argent on waves of the sea proper". Детальніше: щит розсічено. У першому срібному півполі трикутник внизу із білячого хутра (вайр). У верхньому куті червоний квадрат (кантон), на якому срібний дзвін. Цілком ймовірно, що дзвоник є прикладом тут "промовистої" геральдики (або каламбура), що представляє перший склад слова "Белфаст". У другому синьому півполі срібний вітрильник на хвилях кольору моря (природніх). Щитотримачі - це прикутий золотим ланцюгом до корони на шиї коричневий вовк і морський кінь із золотою мурованою короною на шиї. Над срібно-синім буралетои такий же морський кінь.
У нижній частині герба є чорний латинський девіз «Pro tanto quid retribuamus" на білій стрічці. Він взятий із Псалма 116 Вірша 12 у Біблії Латинської Вульгати, і це буквально "За (Про) стільки (tanto), що (quid) ми повернемо (retribuamus)" Вірш перекладається в бібліях по-різному - наприклад, як "Що я можу віддати Господу за всі його блага?. Це також перекладається як "Натомість за стільки, що ми повернемо?"

## Історія
Цей герб належить до 1613 р., коли король Які І надав його місту статус Белфаста. Печатку з гербом використовували купці Белфаста протягом XVII століття на своїх знаках і торгових монетах. На великому вітражі у мерії зображено герб, де пояснення свідчать про те, що морський коник та корабель відносять до значної морської історії Белфаста. Вовк може бути даниною засновнику міста, серу Артуру Чичестеру, і посилатися на його власний герб. 
Елементи, що складають герб Белфаста, також з'являються на його прапорі.

## Галерея

Версія, що використовується в логотипі міської ради
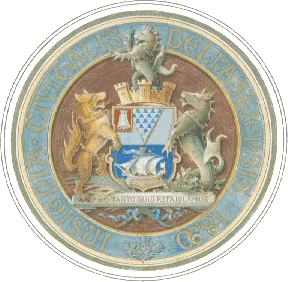
Печатка міста
Прапор міста